# Belgenmonument (Amersfoort)

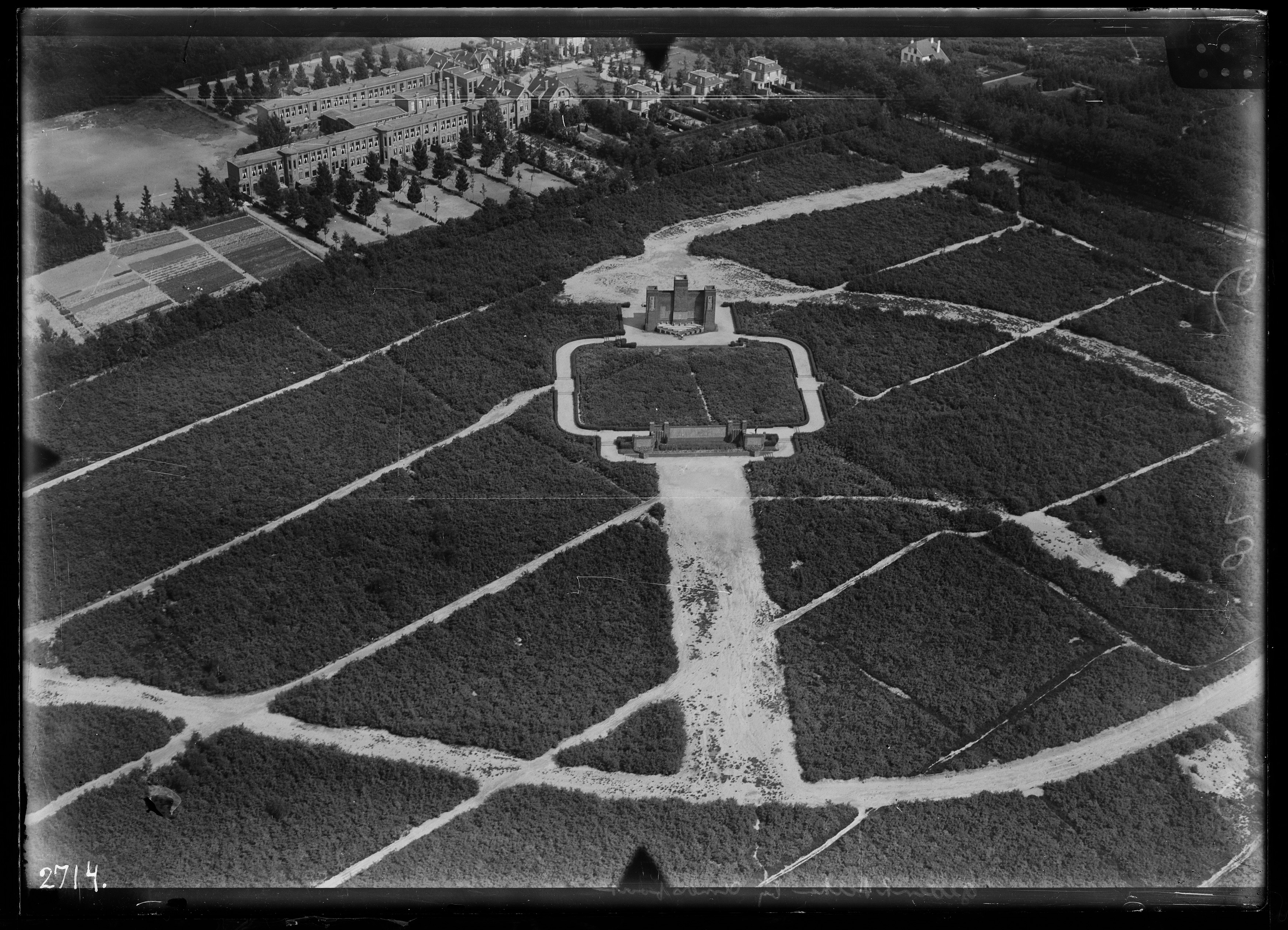
Belgenmonument, militaire luchtfoto 1920-1940, Nederlands Instituut voor Militaire Historie

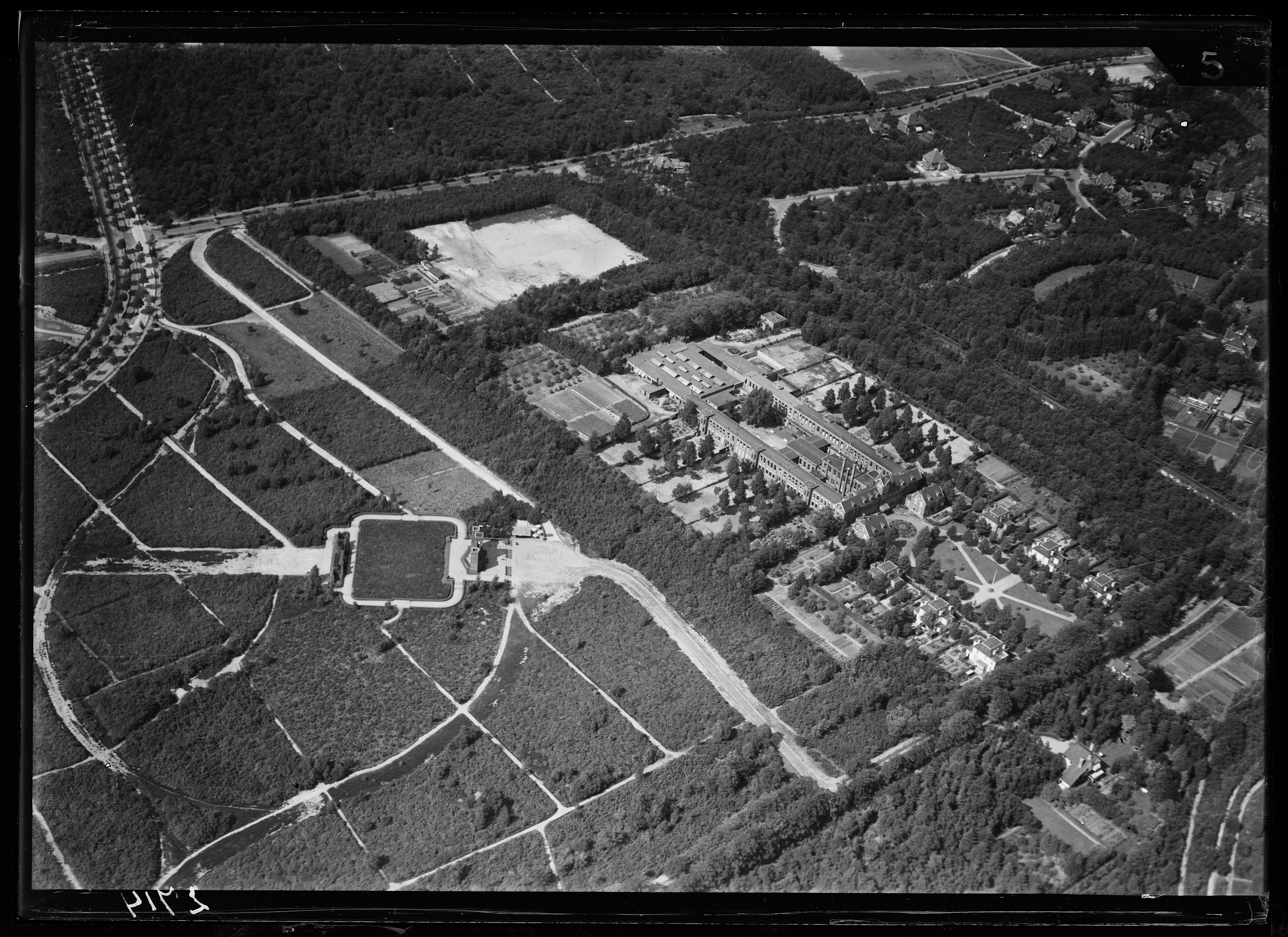
Belgenmonument, militaire luchtfoto 1920-1940, Nederlands Instituut voor Militaire Historie

Het Belgenmonument is een monument op de Amersfoortse Berg in Amersfoort. Belgische militairen bouwden het ter herinnering aan de internering in Nederland tijdens de Eerste Wereldoorlog als werkverschaffings- en leerproject. Het is in omvang het grootste monument van Nederland.

## Belgische geïnterneerden in Nederland
Vooral ten tijde van de Duitse aanval op de vesting Antwerpen, van augustus tot begin oktober 1914, vluchtten talloze Belgen naar het in de Eerste Wereldoorlog neutrale Nederland. Schattingen spreken van ongeveer een miljoen burgers en de Nederlandse regering interneerde meer dan dertigduizend militairen. De militairen werden aan de Nederlandse grens ontwapend. Voor zover ze niet in burgerkleren naar huis konden terugkeren of zich via Engeland weer bij het Belgische leger voegen, werden ze in Nederland geïnterneerd. Ze werden in eerste instantie overgebracht naar kazernes, bijvoorbeeld de Juliana van Stolbergkazerne te Amersfoort, waar op 13 oktober 1914 16.500 Belgische militairen waren ondergebracht terwijl de kazerne bestemd was voor de legering van vierduizend man. Belgische officieren werden in pensions en dergelijke ondergebracht; ze genoten een zekere bewegingsvrijheid en konden vaak hun familie laten overkomen. Voor de soldaten liet de Nederlandse minister van Oorlog speciale interneringskampen bouwen.
Meerdere kampen werden bij Zeist uit de grond gestampt, op grondgebied van de gemeente Soest. Het eerste kamp daar werd op 3 november 1914 in gebruik genomen. Het bestond uit 26 barakken, in elk daarvan werd 250 man ondergebracht. In een tweede kamp werden enige tijd later nog eens zesduizend man gehuisvest. De kampen werden zwaar bewaakt en eromheen was een versperring van prikkeldraad aangelegd. De leefomstandigheden waren er slecht, de barakken werden niet verwarmd. Om de ratten te bestrijden werd door de kampleiding voor elke dode rat een beloning uitgeloofd van tweeënhalve cent.
Op 2 december 1914 brak onder de geïnterneerden te Zeist een opstand uit. Bij het neerslaan hiervan vielen acht doden en achttien gewonden. Toen het nieuws hierover bekend werd ging er een golf van verontwaardiging door Nederland en werd de verantwoordelijke minister van Oorlog gedwongen de kampen te reorganiseren en het regime te humaniseren. Zo kregen – mede in verband met een tekort aan arbeidskrachten ten gevolge van de langdurige mobilisatie – vanaf april 1915 steeds meer Belgische soldaten toestemming om buiten hun kamp te werken en werden er in 1916 en 1917 voor de vrouwen van geïnterneerden kampen gebouwd in de omgeving.

## Monument

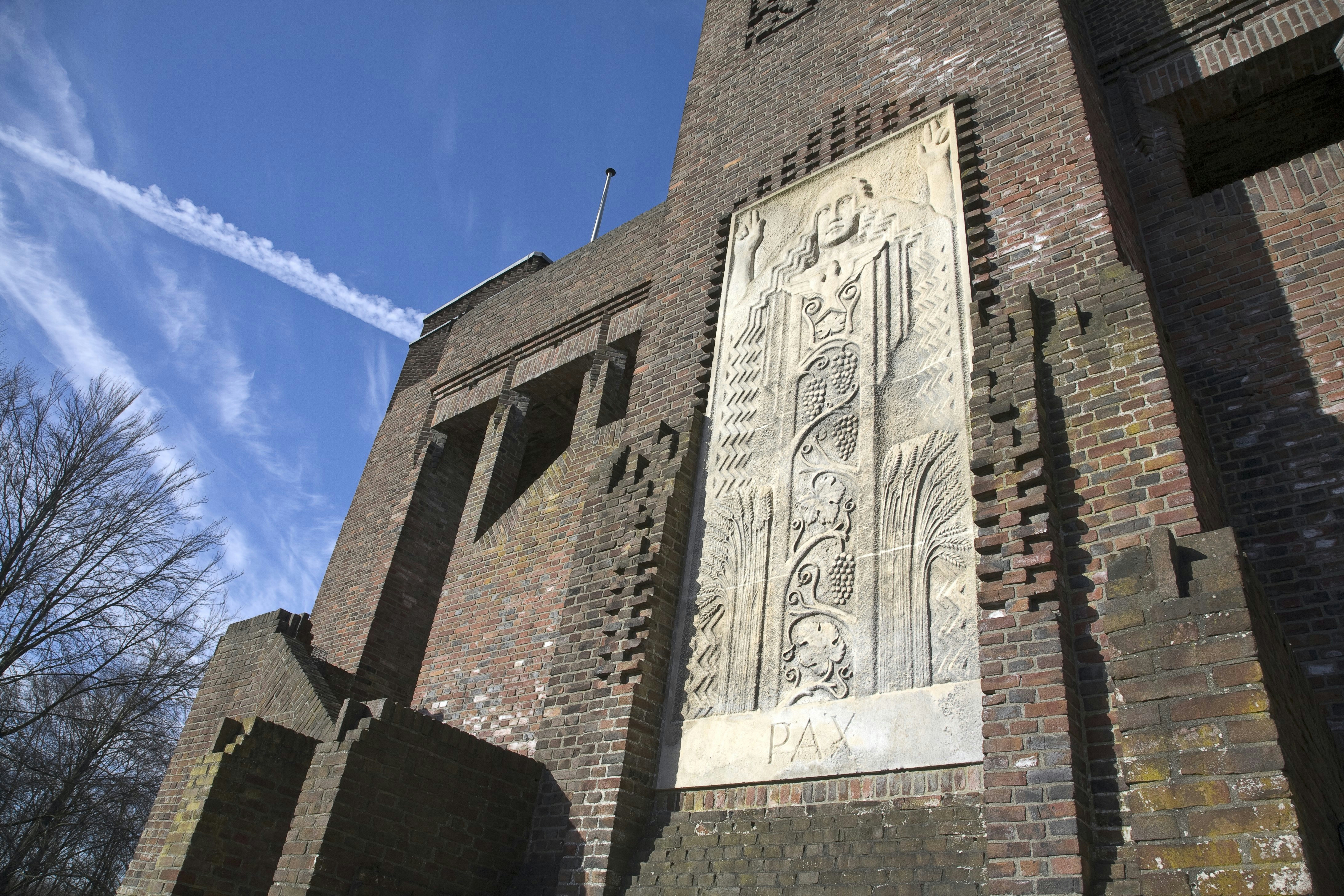
Reliëf met Pax, godin van de vrede

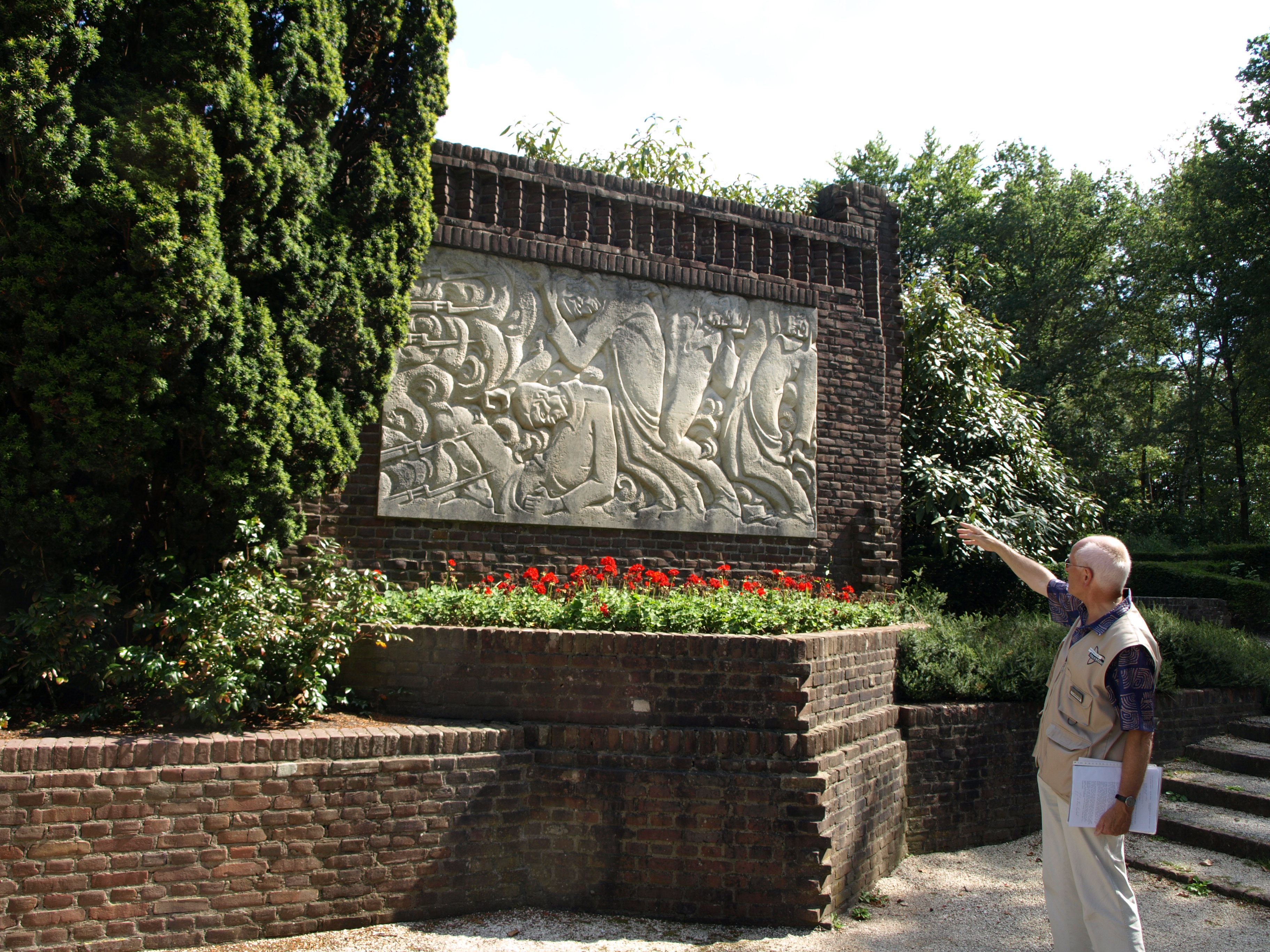
Een van de reliëfs van Hildo Krop

In oktober 1916 werd door de Centrale Commissie der Werkscholen van de geïnterneerde Belgen in Nederland die onder leiding stond van Omer Buyse, gesteund door de Vlaamse kamparts Dr Reimond De Beir, bij burgemeester en wethouders van Amersfoort het voorstel ingediend om een gedenkteken op te richten als blijk van waardering voor de genoten gastvrijheid. De commissie wilde tussen de Utrechtseweg en de Fockemalaan een monument bouwen om Nederland te bedanken voor hetgeen gedaan werd voor de geïnterneerde militairen en hun gezinnen. Het zou na voltooiing overgedragen worden aan de gemeente Amersfoort. De gemeenteraad vergaderde diezelfde maand nog over het voorstel en ging unaniem akkoord.
De Belgische architect Huib Hoste maakte een ontwerp voor de beoogde plek op de Amersfoortse Berg, met ruim drieënveertig meter een van de hoogste toppen van de Utrechtse Heuvelrug. De landschappelijke inpassing was het werk van de Belgische tuinarchitect Louis van der Swaelmen. In mei 1917 werd gestart met de werkzaamheden. Het zou tot het voorjaar van 1919 duren voordat het monument geheel gereed was. Het werk aan het monument werd uitgevoerd door geïnterneerde Belgische soldaten, leerlingen van de werkscholen in de kampen.
De officiële overdracht aan het gemeentebestuur van Amersfoort heeft lang op zich laten wachten. Aanvankelijk zou de overdracht in 1917 plaatsvinden. Vanwege de uiterst gespannen verhoudingen tussen Nederland en België na de beëindiging van de Eerste Wereldoorlog werd de overdrachtsdatum steeds uitgesteld. Pas op 22 november 1938 vond de officiële plechtigheid plaats. Koningin Wilhelmina en koning Leopold III onthulden toen gezamenlijk een gedenkplaat.
Het monument is opgetrokken in een stijl die verwant is aan de Amsterdamse School. Dit blijkt uit de plasticiteit van de bouwmassa's, de toegepaste metselverbanden met diepe voegen en de uitvoering van onderdelen als deuromlijstingen, deuren en hekwerken. Het monument bestaat uit twee delen: het hoofdgebouw en een muur met kunstwerken.

### Hoofdgebouw
Het hoofdgebouw is ca. 18 meter breed en heeft drie pylonen van twaalf en veertien meter hoog. Aan weerszijden van de middelste pyloon bevinden zich trappen die naar twee ruimtes leiden. In een ervan worden de gestorven Belgische geïnterneerden herdacht, de andere is gewijd aan koningin Wilhelmina en koning Leopold III.
Op de middelste pyloon werd aan de westzijde van het monument in baksteen het wapen van België weergegeven en een reliëf met als thema de terugkeer naar het vaderland. Aan de oostzijde is de Nederlandse leeuw te zien met een reliëf dat de vredesgodin Pax voorstelt.

### Muur en tuin

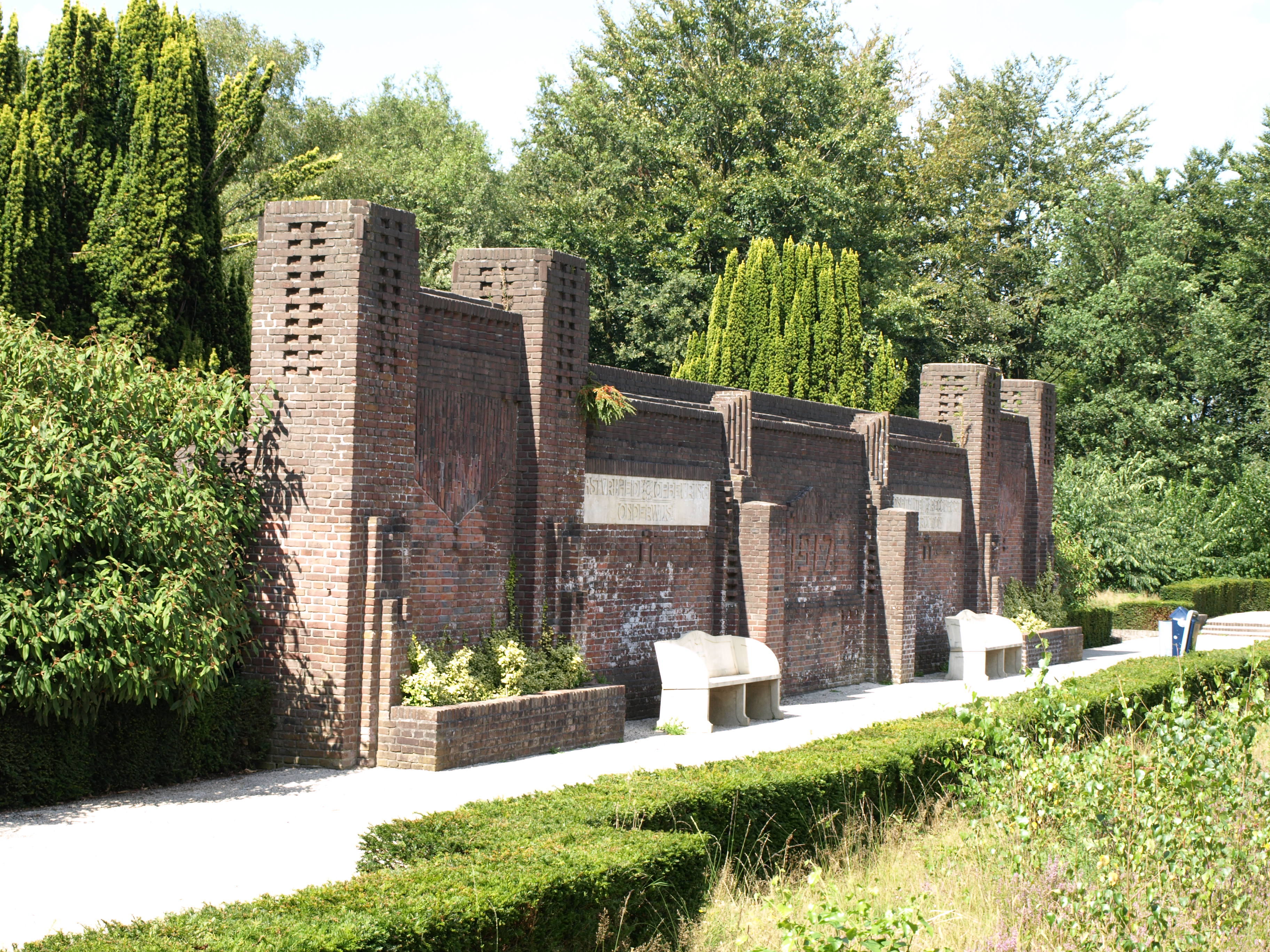
De muur

Zestig meter achter het hoofdgebouw en vier meter lager bevindt zich een muur met reliëfs van de Nederlandse beeldhouwer Hildo Krop. In 1957 werden deze en alle andere beeldhouwwerken van het monument onder supervisie van de toen 72-jarige Krop vervangen door uitvoeringen in Franse kalkzandsteen omdat ze aangetast waren door betonrot.

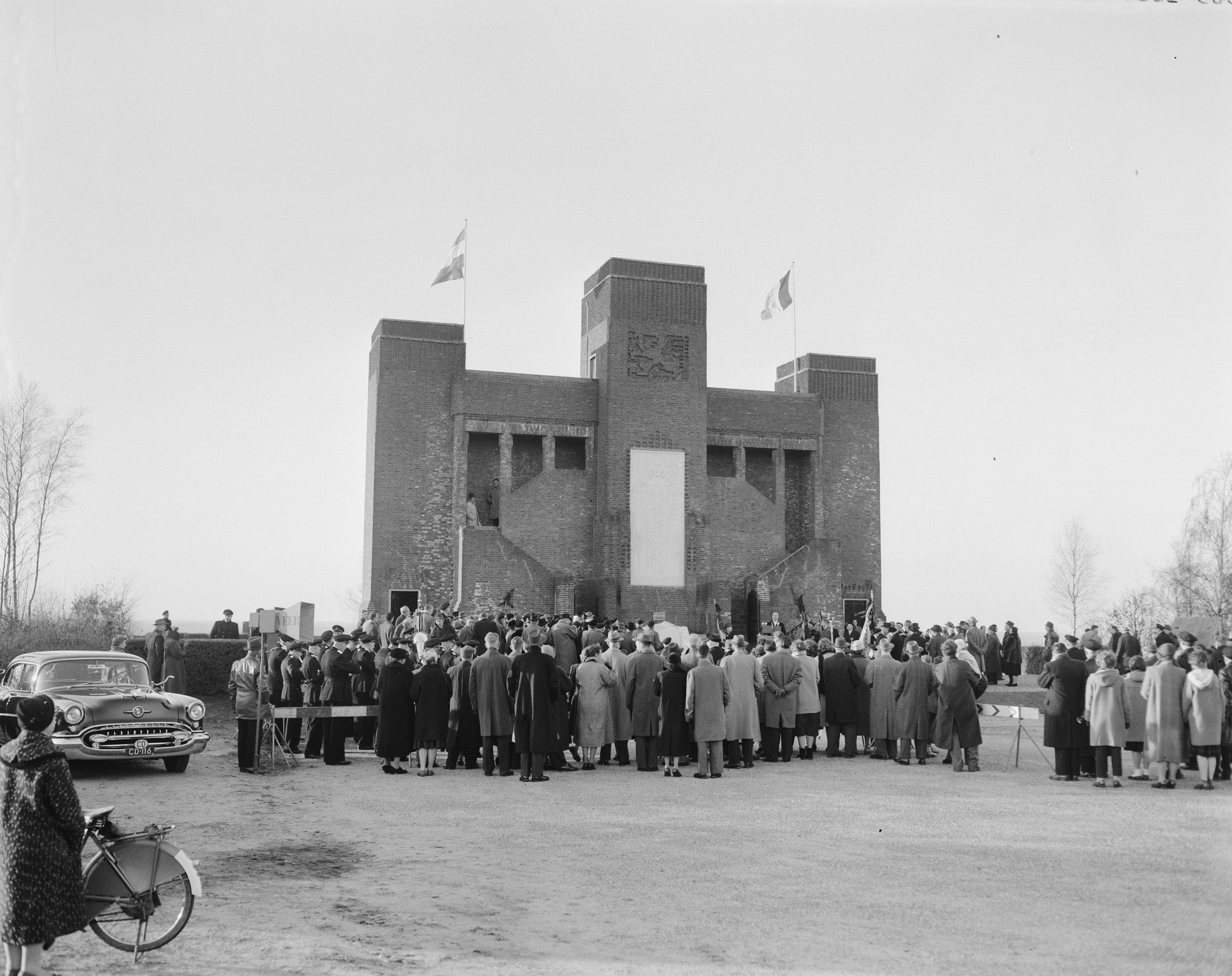
Onthulling van het gerestaureerde Belgenmonument in 1957

Tussen het hoofdgebouw en de muur lag een carrévormig pad. Daarbinnen was een door een ligusterhaag afgesloten terrein met begroeiing in de vorm van eikenhakhout. In 1998 zijn bij een restauratie ligusterhaag en eikenbosje verwijderd. In plaats daarvan is een taxushaag geplant.

### Reliëfs
De reliëfs aan het hoofdgebouw zijn van de Zwitser François Gos. Aan de kant van het voorplein schiep hij een vredesfiguur (Pax). Dit vredesfiguur heeft hij verbeeld als een vrouw met lang haar en gevouwen handen, staand tussen de druivenranken.
Aan de achterkant van het gebouw is op de linkerkolom van het reliëf het vakonderwijs voor de mannen verbeeld. Dit komt tot uitdrukking in de figuur van een smid met hamer, smeedijzer en een tandwiel. Op de rechterkolom staat een vrouwenfiguur afgebeeld. Zij staat voor de moeder die het huishouden doet en voor de kinderen zorgt. Aan haar voeten staat een spinnewiel. Op haar rechterarm draagt ze een baby en haar linkerarm ligt beschermend op de schouder van haar andere kindje. In het midden gedeelte heeft François Gos op het reliëf de arbeid op het land uitgebeeld. Aan de ene kant staat een soldaat met de handen aan de ploeg. Op de ploeg staat een haan. De haan is het symbool van vruchtbaarheid, mannelijkheid, waakzaamheid en strijdvaardigheid. Aan de andere kant staat een vrouw tussen het graan met een korenschoof en een rakel op haar schouders. Tussen hen in zijn dansende kinderen die elkaars hand vasthouden te zien.
Het reliëf aan de herdenkingsmuur is van Hildo Krop. Krop heeft het verdriet en ellende van de Belgische vluchtelingen tijdens de oorlog weer gegeven. Op het grote centrale tafereel heeft Hildo Krop de vlucht van de Belgen naar Nederland verbeeld. Aan de rechterkant van het tafereel ontploft een granaat. Mannen, vrouwen en kinderen slaan op de vlucht en proberen hun baby's te redden. Aan de linkerkant van het tafereel worden de vluchtelingen in Nederland ontvangen met voedsel en boeken. Op het rechterdeel van de muur staan de slachtoffers van de oorlog. Vier radeloze mannen met gebogen hoofd die worden bedreigd door bajonetten. Op het linkergedeelte van de muur ligt een onderuit gezakte dode soldaat die wordt belaagd door de vlammen. Rechtsboven in dit reliëf is de dood afgebeeld.
Op de andere kant van de herdenkingsmuur staan de woorden: Vrijheid-Opbeuring-Onderwijs. In het Frans: Hospitalité-Réconfort-Instruction. Hier tussenin staat het jaartal 1917.
Vroeger was de ingang aan de Daam Fockemalaan. De herdenkingsmuur is eigenlijk de voorkant van het Belgenmonument. De reliëfs van Hildo Krop aan deze muur verbeelden het verdriet en het leed van de Eerste Wereldoorlog. De reliëfs aan de muur van het hoofdgebouw van François Gos verbeelden de wederopbouw en de vrede.

### Bloembakken
De gemetselde bloembakken symboliseren de negen Belgische provincies. Op het tuinontwerp van Louis van Swaelmen 1915 is te lezen met welke eenjarige planten de bakken gevuld moesten worden.

### Carillon
In 1967 is op de middelste zuil van het monument een carillon van de klokkengieterij Eijsbouts geplaatst. Dit carillon stond eerder op de Expo wereldtentoonstelling in Brussel en in 1959 op een tentoonstelling in Amersfoort. Het carillon doet dienst als oefenbeiaard van de Nederlandse Beiaardschool in Amersfoort. In 1995 werd de 42-delige beiaard met zes klokken uitgebreid.

## Restauraties
Na de eerste restauratie in 1957 en de plaatsing van het carillon in 1967 werden in 1973 twee plaquettes vervangen. In 1987 kwam naar voren dat voor het voortbestaan van het monument een grondige opknapbeurt noodzakelijk was. Herstelwerkzaamheden moesten worden uitgevoerd aan hoofdgebouw, muur, trappen en tuinen. Het project was in het jaar 2000 voltooid en werd officieel afgesloten door de Belgische ambassadeur in Nederland J. Swinnen en de commissaris van de Koningin in de provincie Utrecht B. Staal. Ook de sinds lang niet meer functionerende fontein werd toen opnieuw in werking gesteld. In 2000 is het Belgenmonument opgenomen in het register van rijksmonumenten. In aanloop naar de herdenking van de Eerste Wereldoorlog bij het Belgenmonument bleek dat de technische staat van de bouwwerken in dermate slecht staat verkeerde dat een omvangrijke restauratie nodig was. De voornaamste oorzaak bleek gelegen in de gebruikte metselmortel, deze had niet of nauwelijks voor binding van het metselwerk gezorgd. De staat van de herdenkingsmuur was dermate slecht dat deze, met gebruik van de afkomende stenen, opnieuw is opgetrokken. Het hoofdgebouw vertoonde vele lekkages. Dit laatste zorgde wel voor een goede habitat voor een vleermuizenkolonie, waaronder zeldzame franjestaartvleermuizen. Vanwege de bescherming van deze dieren is het restauratieplan bijgesteld. Omdat na restauratie de lekkages opgeheven zouden worden is er een luchtbevochtigingsinstallatie aangebracht. Op het terrein zijn de paden hersteld en is een dichtgegroeid pad over het terrein weer zichtbaar gemaakt. Dit slingerpad verbindt de verschillende elementen met elkaar en heeft een symbolische betekenis, zoals alle onderdelen van het complex. Het onderhoud aan de groenaanleg (zie rapport Patricia Debie) is overigens gestaakt na protesten uit de buurt.
Bij het hoofdgebouw is al het voegwerk vervangen, de torenbekroning van de middelste toren vervangen en de fontein gecoat. Daarnaast is het carillon gerestaureerd en zijn de galmgaten weer open gemaakt. Deze waren in het verleden na klachten uit de buurt over het geluid van het carillon dichtgemetseld. Op de ontwerptekeningen stonden eenjarige planten aangeven, planten als afrikaantjes en Oost-Indische kers, alle in de kleuren van de nationale vlag. De bloembakken zijn nu weer gevuld met dezelfde planten.

## Herdenking 100 jaar Belgenmonument
Om het 100-jarig bestaan te herdenken was er 26 oktober 2016 een ceremonie bij het gerestaureerde Belgenmonument. In de voordracht en toespraken werd gesproken over de vluchtelingen van de Eerste Wereldoorlog en over de vluchtelingen die nu Nederland binnen komen. Bij de herdenkingsceremonie waren vertegenwoordigers van overheden, veteranen en vluchtelingenorganisaties uit België en Nederland aanwezig. Het Fanfare Korps Nationale Reserve verzorgde de muzikale omlijsting tijdens de ceremonie. Na deze toespraken werden bloemstukken neergelegd op de bloembakken.